# Dilatation (Chemie)
Dilatation ist ein Begriff aus der Chemie. Er bezeichnet die Volumenveränderung eines Körpers (bezogen auf sein ursprüngliches Volumen) durch Änderung von Temperatur, Druck oder andere Zustandsgrößen. Ein Dilatometer dient der Messung der Dilatation.
Die Volumenänderung erfolgt bei Phasenumwandlungen (z. B. flüssig → gasförmig) mit der Temperaturzunahme stets sprunghaft. Wenn der Aggregatzustand des Körpers unverändert bleibt, erfolgt die Volumenveränderung meist in kleineren Schritten.

## Dilatometrie
Die Dilatometrie ist ein Verfahren der Thermoanalyse und wird zur Messung der thermischen Ausdehnung u. a. von Werkstoffen (z. B. Metallen), Glasgeräten und Baustoffen bei Temperaturerhöhung eingesetzt.

## Umkehrung
Die Volumenverringerung bei Temperaturabsenkung nennt man Kontraktion bzw. Kompression.

## Medizin
Vasodilatation (von lat. vas ‚Gefäß‘ und dilatatio ‚Erweiterung‘, dilatare ‚breiter machen‘) bezeichnet in der Medizin die Erweiterung der Blutgefäße. Diese Gefäßerweiterung wird von Arzneistoffen aus der Gruppe der Vasodilatoren (Nitroverbindungen, Calcium-Antagonisten u. a.) bewirkt.
Das Gegenteil von Vasodilatation ist die Vasokonstriktion.